# Sliwnica (obwód Błagojewgrad)
Sliwnica (bułg. Сливница) – wieś w południowo-zachodniej Bułgarii, w obwodzie Błagojewgrad, w gminie Kresna. Według danych Narodowego Instytutu Statystycznego, 31 grudnia 2011 roku wieś liczyła 637 mieszkańców.